# Csaba György (biológus)
Csaba Dénes György (Törökszentmiklós, 1929. május 31. – Budapest, 2020. augusztus 31.) orvos-biológus, egyetemi tanár, a Semmelweis Egyetem Biológiai Intézetének vezetője 1971–1994 között.

## Tanulmányok
- Kölcsey Ferenc Gimnázium 1939-1947
- Budapesti Orvostudományi Egyetem 1947-1953
- Egyetemi munkaviszony kezdete: 1949

## Kutatómunka
Másodéves medikus korától dolgozott a SOTE II. sz. Anatómiai (később Szövet és Fejlődéstani) Intézetében. Harmadéves korában lett díjas demonstrátor. Negyedéves korától önálló laboratóriumot vezetett (diákkörös munkatársakkal) és végzéséig 5 önálló cikke volt közlésre készen a központi idegrendszer és a retikuloendoteliális rendszer kapcsolatáról.
Végzése után aspiráns lett és a heterotranszplantáció biológiáját kutatta. Nevéhez fűződik a heterotranszplantáció három fázisú teóriája és az anti-antiszérum módszer a transzplantátumok életben tartására (kandidátusi értekezés). Kidolgozott egy rákdiagnosztikai módszert (agarkötési rákdiagnosztikai eljárás) és ennek tanulmányozása vezette el a hízósejtek daganat körüli megjelenésének felismeréséhez. A továbbiakban vizsgálta a hízósejtek eredetét és kimutatta a thymusban történő fejlődésüket, illetve a hízósejtképződés hormonális szabályozását (doktori értekezés). Eközben kidolgozott egy festési módszert (Csaba stain) mely kimutatja milyen fejlődési állapotban van a hízósejt és ezt ma is használják. A thymus és az endokrin rendszer kapcsolatának vizsgálata vezette ahhoz a felismeréshez, hogy a corpus pineale részt vesz az immunrendszer szabályozásában, amit ugyancsak elsőként írt le és ezt a felismerést gyakorlatilag  minden, a tobozmirigy és az immunrendszer kapcsolatát vizsgáló cikk idézi. 
Mikor az önálló Biológiai Intézet vezetésével megalakult, ennek központi témája a hormonreceptorok filo- és ontogenezisének vizsgálata lett. Ekkor (elsőként) kimutatta, hogy az egysejtűeknek receptora van a magasabbrendűek hormonjaira, amit követett az egysejtűekben e hormonok és szignál utak kimutatása mások és saját maga által. Megfigyelte, hogy a hormonnal való első találkozás után a további találkozásokkor az egysejtű reakciója eltérő, ami azt jelenti, hogy a találkozással szerzett információ az utódsejtekre (akár 1000 generáció után is) átadódik. Ezzel a későbbiekben epigenetikus öröklődésnek nevezett jelenség első sejtszintű bizonyítékát szolgáltatta. Röviddel ezek után kimutatta ezt a jelenséget perinatálisan emlősben is és hormonális imprintingnek (forrás: ) nevezte el. 
A továbbiakban bebizonyosodott, hogy nem csak perinatálisan, de a pubertás korban is van hormonális imprinting, illetve bármikor az élet folyamán, differenciálódó sejtekben. A hormon analógok (rokon molekulák, gyógyszerek, vitaminok –A és D- környezetszennyező molekulák) hibás imprintinget hoznak létre életre szóló következményekkel. A hibás imprinting nem csak hormonokkal, de minden receptor szinten ható anyaggal létrejön. Bizonyította, hogy az imprinting transzgenerációsan átadódik, ami nemcsak medicinális vonatkozását emeli ki, de az ember jelenkori evolúciójába való beleszólását is. Ez ma már számos megfigyeléssel  bizonyítást nyert, ami elindította a hormonális imprintinghez hasonló epigenetikus és metabolikus imprinting mások általi  tanulmányozását. Bizonyította, hogy a központi idegrendszer is imprintálható és ez kóros állapotokhoz vezethet. 
Egyik legújabb munkájában a perinatális oxytocin kezelés központi idegrendszeri káros hatását mutatta ki és felhívta a figyelmet ennek igen veszélyes voltára, figyelembe véve, hogy egyes országokban a szülések 30-50%-ának megindítása oxytocinnal történik és ez -esetleg- akár autizmushoz is vezethet. A hormonális imprinting vizsgálatának mellékágaként kimutatta hormonok jelenlétét immunsejtekben, melyek lokálisan tudják hormonhatásukat kifejteni (packed transport theory)

## Oktatás
Már harmadéves korában önállóan (díjas demonstrátorként) tanulócsoportot vezetett. 1959-től Szövet és Fejlődéstanból egész éven át tartott párhuzamos előadásokat a fél évfolyam számára. 1965-ben Törő Imre megbízta az Orvosi biológia tárgy oktatásával a teljes évfolyam számára, ezután a Biológia tankönyv negyed részét is társszerzőként megírta. Az önálló Biológiai Intézet megalakulásával a tárgyat a modern követelményeknek megfelelően átformálta és az Általános Orvostudományi Karon a tárgy összes előadását (magyarul és angolul) rendszeresen megtartotta. Az Egészségügyi Minisztérium felkérésére tankönyvet írt, melynek négy (ismételten átdolgozott) kiadását az orvos, fogorvos és gyógyszerész hallgatók több mint 20 éven át használták. Fiatalabb korában rendszeresen tartott előadásokat és sorozatokat a József Attila Szabadegyetemen és több mint száz ismeretterjesztő cikket írt.

## Pályafutás és tudományos közéleti tevékenység
1949-1953: díjas demonstrátor; 1953-1956: aspiráns; 1956-1959: tanársegéd; 1959-1963: adjunktus; 1963-1970: docens; 1970-1971: egyetemi tanár; 1971-1994: egyetemi tanár, a SOTE Biológiai Intézet igazgatója, 1994-1999 egyetemi tanár; 2000- Professor Emeritus. 1957- az orvostudományok kandidátusa; 1969- az orvostudományok (MTA) doktora; 1994- dr. med. habil.

## Szerkesztőbizottsági tagságok
Experimental Cell Biology, 8 évig; Acta Protozoologica: 15 évig. A Biológia c folyóirat (Akadémiai Kiadó) főszerkesztője 10 évig; A Medicina Könyvkiadó Szerkesztőségi Tanácsának tagja 25 évig; A Semmelweis Kiadó Tanácsának elnöke 11 évig; Az ETT Könyv és Folyóirat Bizottságának elnöke 4 évig. A Magyar Biológiai Társaság Általános és Elméleti Biológiai Szakosztály elnöke 10 évig; a TIT Budapesti Biológiai Szakosztály elnöke 10 évig; a TIT tiszteleti tagja; A Természet Világa szerkesztőbizottsági tagja (1969 óta).

## Kitüntetései
- Huzella díj (Magyar Biológiai Társaság)
- Huzella-emlékérem (SOTE, 1991)[3]
- Kiváló Oktató (SOTE) József Attila Szabadegyetem emlékérme (TIT)
- Bugát Pál emlékérem (TIT)
- Kiváló munkáért plakett (SOTE hallgatóság)
- Magyar felsőoktatásért emlékérem (Oktatási Minisztérium)
- SOTE arany pecsétgyűrűje
- Khwarizmi International Award
- COMSATS Award
- Nívódíj könyvekért (5 alkalommal)
- a Természet Világa nívódíja
- Szily Kálmán emlékérem
- Pro Universitate érem (ezüst fokozat)
- Markusovszky díj. Az Acta Biologica Hungarica jubileumi számot jelentetett meg 70. születésnapja alkalmából.

## Szerzői munkássága

### Tudományos- és tankönyvei
- Csaba György - Törő Imre: Az ember normális és patológiás fejlődése, Budapest,  Akadémiai Kiadó, 1964
- Csaba György- Törő Imre-Ács Tamás: A biológia és az orvostudomány egyes filozófiai problémái, Budapest,  Akadémiai Kiadó, 1964
- Regulation of mast cell formation. Akadémiai Kiadó, 1972
- Csaba György: A biológiai szabályozás (szerk.) Budapest, Medicina Kiadó, 1978
- Csaba György, Madarász Bálint. A sejt szerkezete. Medicina (1978). ISBN 9639214337
- Csaba György. Orvosi biológia. Budapest: Medicina Kiadó (1979). ISBN 9632416686
- Csaba György. Sejtbiológia. Budapest: Medicina Kiadó (1990). ISBN 9632419502
- Ontogeny and phylogeny of hormone receptors. Karger, Basel, 1981
- Development of hormone receptors (szerk.) Birkhauser, Basel, 1987
- Signaling mechanisms in protozoa and invertebrates (szerk. G. Csaba és W.E.G. Müller) Springer, Heidelberg, 1996
- Csaba György: A szervátültetés jelene és jövője (szerk) Budapest, Medicina Kiadó, 1969, 1975
- Csaba György: A gyógyító értelem (szerk) Budapest, Minerva, Kiadó 1972
- Csaba György- Vörös László: Ma és holnap Budapest, Budapest,  Medicina Kiadó, 1975, ISBN 963 240 724 5
- Csaba György: A modern ember biológiai paradoxonja (szerk), Budapest, Medicina Kiadó 1967, 1978, 1989, ISBN 963 240 718 0
- Csaba György: Gondolatok  a  biológiáról, Budapest, Gondolat Kiadó, 1984, ISBN 963 281 348 0
- Csaba György: Biologikon, Semmelweis Kiadó, 2009, ISBN 978 963 987 937 9
- Csaba György: Aesculap a ladikon, Budapest, Medicina Kiadó, 2011, ISBN 978 963 226 315 1
- Csaba György: A biológia aktuális problémái c. könyvsorozat 35 kötetét szerkesztette 1974 és 1986 között. első szám: Budapest, Medicina könyvkiadó, 1974, ISBN 963 240 3290

### Dolgozatai
Dolgozatainak száma több, mint 850;  idézettsége - Thomson-Reuters (2009) 6211; Web of Science (nem teljesen pontos, mert néhány Csaba G mást jelöl): 673 cikk; citációk száma 6888; független citációk 2748; átlagos idézésszám 10.23/cikk; h-index 32; Research Gate (2017): 7438.  Az 1954 és 1974 között megjelent cikkek ugyanezen ciklusban való idézettsége nem szerepel a SCI-kben, így ezekben a számokban sem, tehát az értékek 20 év idézettségével magasabbak.